# Aplastodiscus leucopygius
Aplastodiscus leucopygius là một loài ếch thuộc họ Nhái bén.
Đây là loài đặc hữu của Brasil.
Môi trường sống tự nhiên của chúng là rừng ẩm vùng đất thấp nhiệt đới hoặc cận nhiệt đới, sông ngòi, đầm nước ngọt có nước theo mùa, các đồn điền, vườn nông thôn, rừng trước đây suy thoái nghiêm trọng, và đất có tưới tiêu.

## Hình ảnh

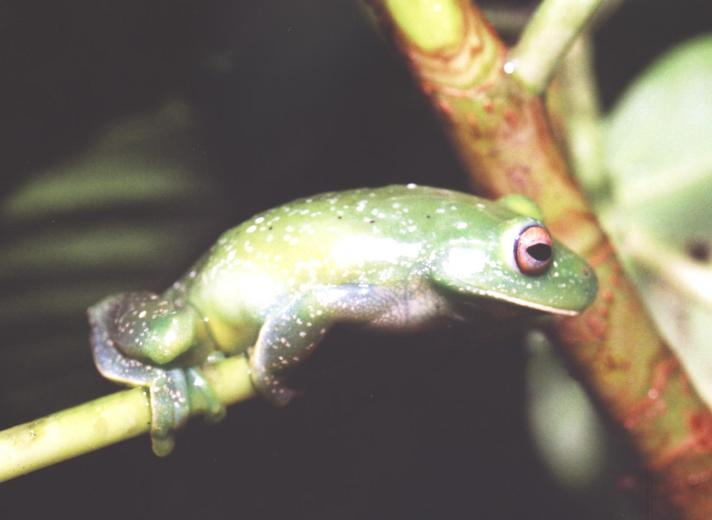
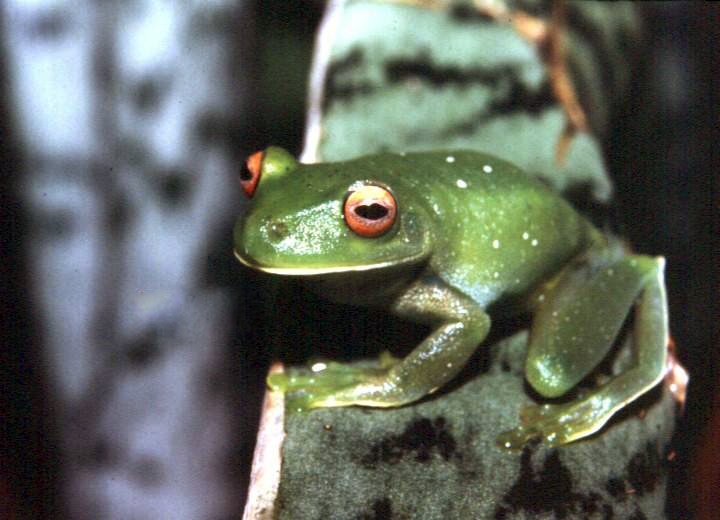